# Murailles de Castiglione della Pescaia
Les Murailles de Castiglione della Pescaia (en italien ; Mura di Castiglione della Pescaia),  constituent le système défensif du centre historique de Castiglione della Pescaia de la province de Grosseto en Toscane

## Histoire

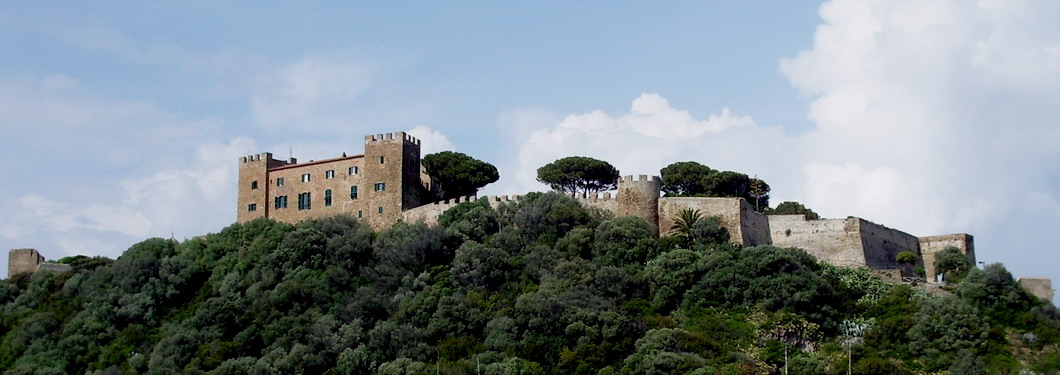
Le château et les remparts

Une première muraille fut érigée par les Pisans à partir du Xe siècle et, en plus d'enfermer une partie du village située sur le promontoire, elle délimita également l'habitat primitif situé dans la partie basse de la ville.
Aux siècles suivants, les habitants se déplacent en masse de la partie basse vers la partie haute, ce qui offre davantage de garanties défensives en cas de siège de pirates ; l'habitat originel situé en aval est ainsi progressivement abandonné.
A la Renaissance et, précisément au XVe siècle, d'abord les Aragonais puis les Siennois réalisent les travaux de construction des nouvelles murailles qui délimitent complètement le village actuel situé autour du château de Castiglione della Pescaia. Depuis lors, les murailles ont conservé leur apparence presque intacte ; des restaurations récentes lui ont rendu sa splendeur d'antan.

## Description
Les fortifications consistent en une longue courtine qui enferme l'imposante structure du château à l'angle nord-ouest.
Elles s'articulent en s'adaptant à l'orographie du relief sur lequel ils prennent naissance, par des tronçons en montée et en descente. Dans l'ensemble, elles sont constituées de blocs de pierre, équipés dans certaines sections de chemin de ronde ; au total, ils intègrent pas moins de 11 complexes turriformes qui exerçaient autrefois des fonctions de visée, de défense et d'attaque, comme en témoignent les meurtrières, auxquelles s'ajoutent les embrasures qui s'ouvrent en certains points des chemins de ronde. La tour située à l'église de San Giovanni Battista a ensuite formé la base du clocher de l'église du même nom.
Les tours les plus anciennes d'origine médiévale ou tardive ont une section quadrangulaire, tandis que celles de la Renaissance se caractérisent par un plan circulaire ou semi-circulaire. Certaines tours culminent avec des créneaux au sommet, élément qui distingue également certaines sections des courtines.
Le long des remparts, trois portes permettent d'accéder au village ; une quatrième porte, appelée "Portaccia", est située dans la partie basse de la ville et est le seul élément architectural survivant des murs pisans primitifs avec la torre Lilli, la torre di via Cristoforo Colombo et les vestiges d'une autre structure turriforme à via delle Vacche, qui caractérisent la partie inférieure moderne de la ville.

## Galerie

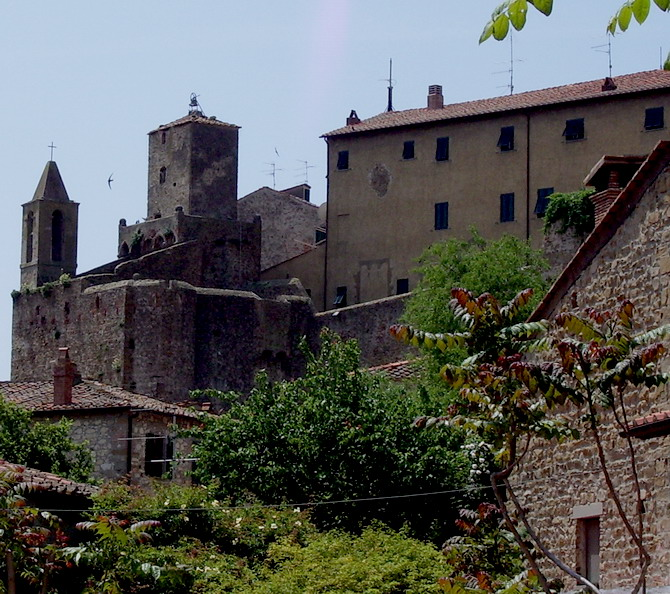
Clocher de l'église de Santa Maria del Giglio
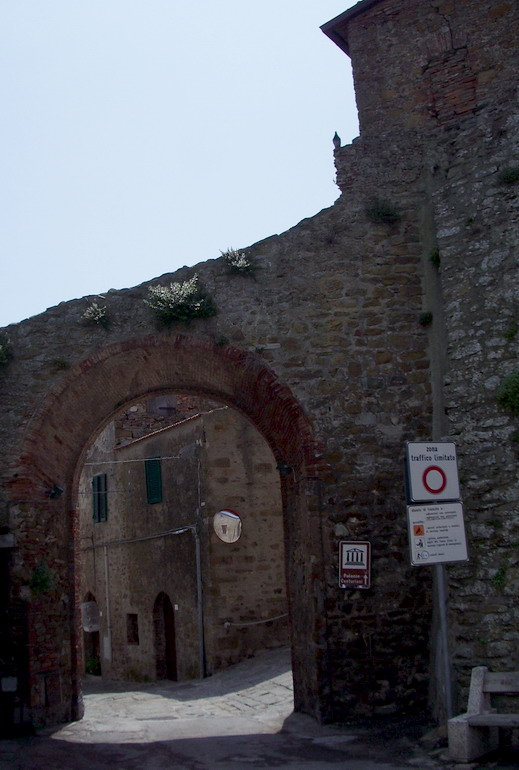
Extérieur de la porte de San Giovanni Battista
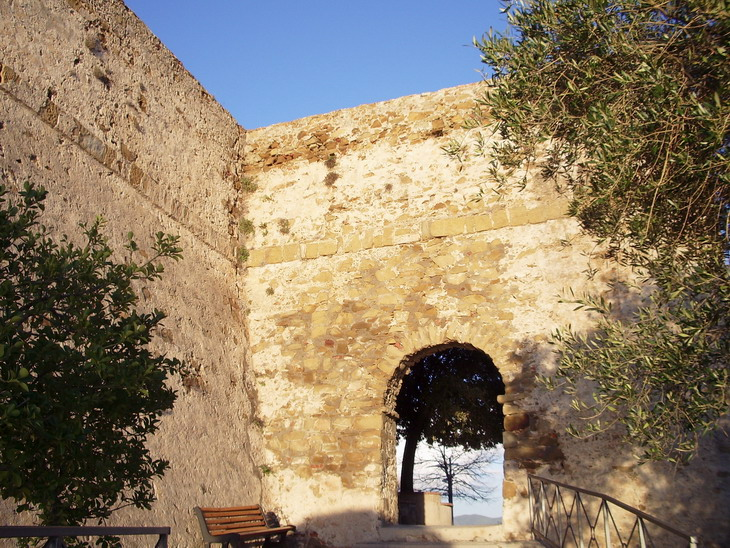
Extérieur de la porte du château
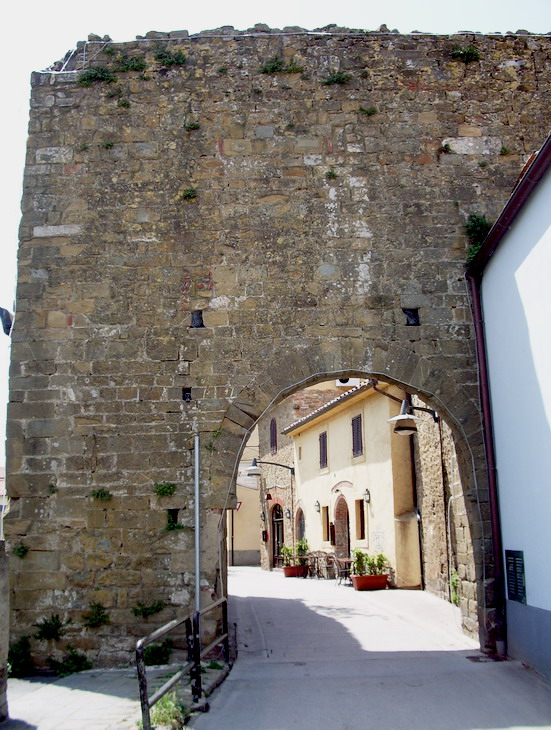
Côté extérieur de la Portaccia (mur pisan)